# Dalla liturgia vissuta: una testimonianza
Dalla liturgia vissuta: una testimonianza è un saggio del sacerdote cattolico e teologo Luigi Giussani, fondatore del movimento Comunione e Liberazione.

## Storia editoriale

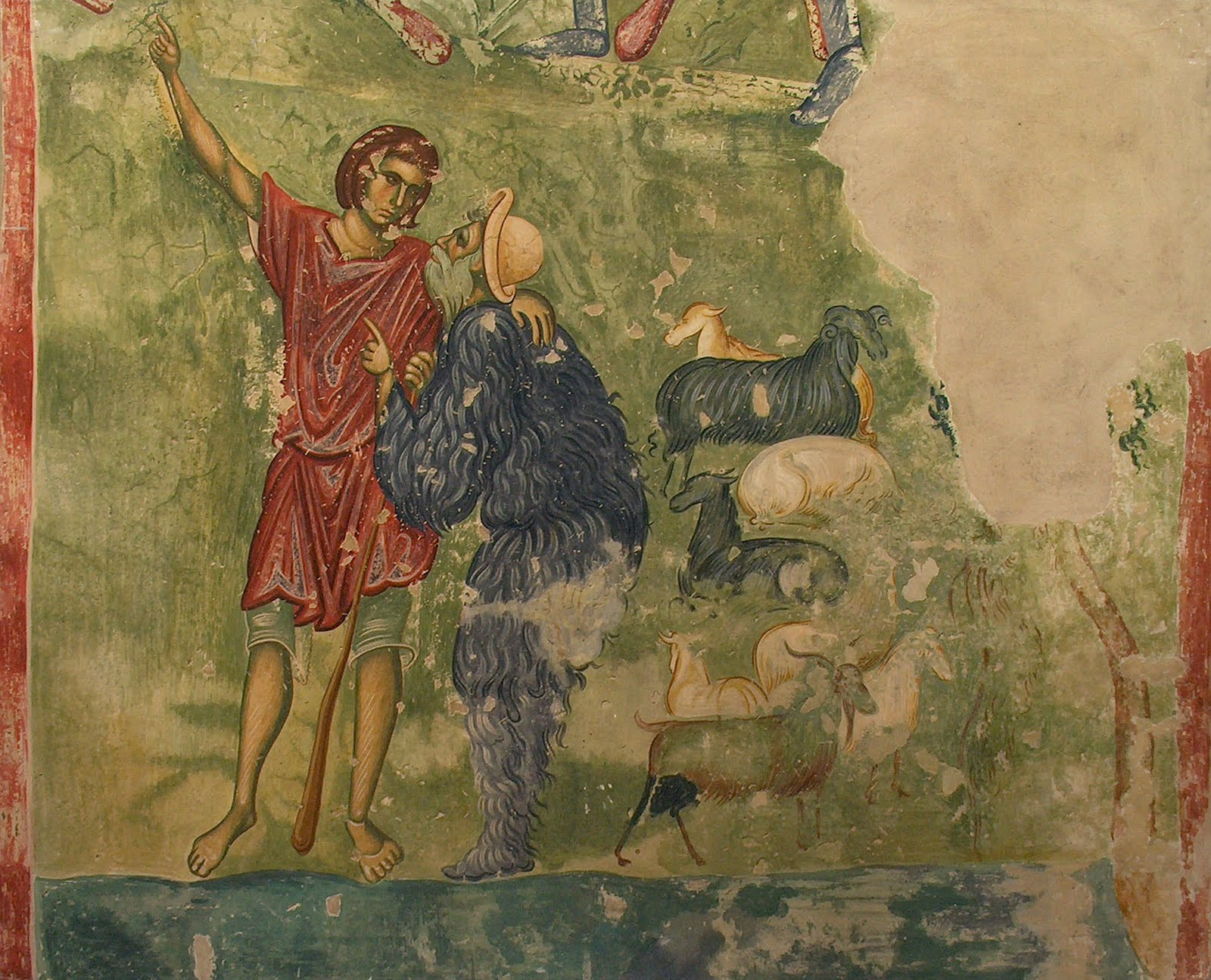
Un particolare dell'affresco La nascita di Cristo del XIII secolo conservato presso il monastero di Sopoćani in Serbia è stato usato per la copertina dell'edizione del 1991 del volume Dalla liturgia vissuta: una testimonianza.

Il testo fu pubblicato nel 1973 dall'editore milanese Jaca Book e contiene appunti da lezioni e incontri di don Giussani riguardanti i momenti salienti della liturgia e del tempo liturgico della Chiesa. Lo scopo dichiarato del testo è di documentare l'importanza della dimensione liturgica vissuta nella vita del movimento di Comunione e Liberazione. Nel 1991 il testo fu ristampato in un nuovo formato tipografico senza alcuna modifica, con il sottotitolo Appunti da conversazioni comunitarie.
Nel 2016 l'editore San Paolo ne pubblicò una nuova versione rivista e corretta a cura del teologo Francesco Braschi.

## Edizioni

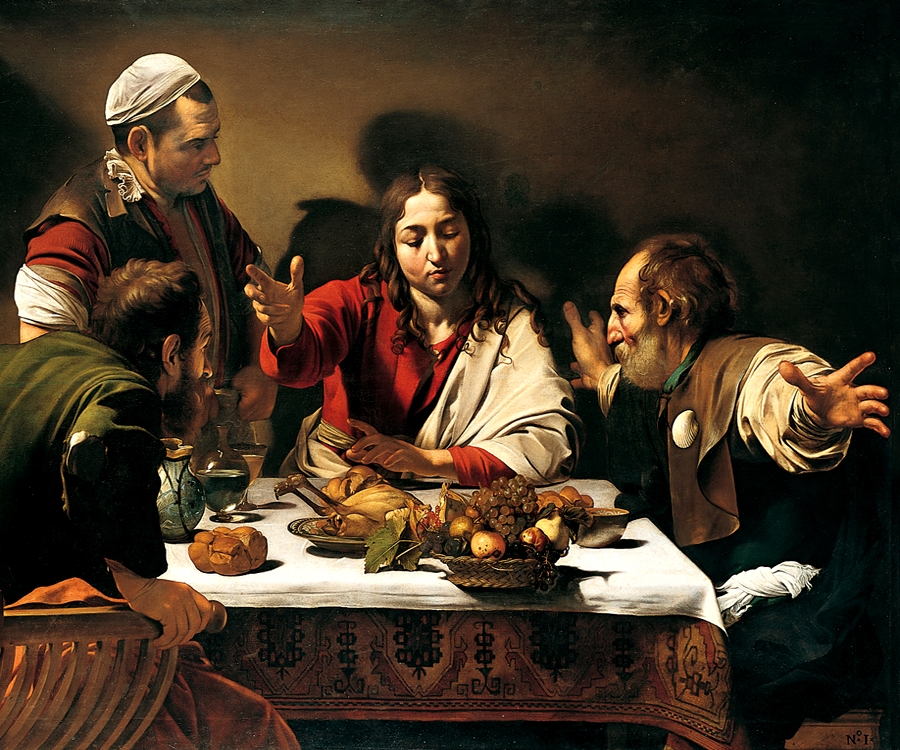
Un particolare della Cena in Emmaus di Caravaggio (National Gallery, Londra) è stato utilizzato nella copertina dell'edizione del 2016 di Dalla liturgia vissuta: una testimonianza.

- Luigi Giussani, Dalla liturgia vissuta: una testimonianza, a cura di Maretta Campi, 1ª ed., Milano, Jaca Book, Cronache alla prova: chiesa e società 40, 1973,  p. 108, SBN SBL0458352.
- Luigi Giussani, Dalla liturgia vissuta: una testimonianza, 2ª ed., Milano, Jaca Book, Già e non ancora 209, febbraio 1991,  p. 103, ISBN 88-16-30209-7.
- Dalla liturgia vissuta: una testimonianza in  Luigi Giussani, Opere (1966-1992), Vol. 2, 1ª ed., Milano, Jaca Book, Già e non ancora 274, 1994,  p. 1256, ISBN 88-16-30274-7.
- Luigi Giussani, Dalla liturgia vissuta: una testimonianza, a cura di Francesco Braschi, 1ª ed., Cinisello Balsamo, Edizioni San Paolo, novembre 2016,  p. 166, ISBN 978-88-215-9943-9.